# 瓦迪拜爾凱舍
35°13′N 0°49′W / 35.217°N 0.817°W

瓦迪拜爾凱舍（阿拉伯语：‎），是阿爾及利亞的城鎮，位於該國西北部艾因泰穆尚特省，由哈馬姆布哈傑爾區負責管轄，面積42平方公里，2010年人口4,343，人口密度每平方公里105人。